# Mocsáry Béla
Mocsáry Béla (Nagyvárad, 1851. július 31. – Nagyvárad, 1917. július 24.) magyar szépíró, pénzügyminisztériumi tanácsos, valamint pénzügyminisztériumi titkár, jogász, pénzügyi szakember, az állami tisztviselők országos egyesületének az alelnöke.

## Pályafutása
Polgári szülőktől származott. Unokatestvére Mocsáry Sándor (zoológus) volt. Gimnáziumi és jogi tanulmányait szülővárosában folytatta (1869-1873 között). Már 7. gimnazista korában jelentek meg a Bihar című napilapnál írásai. 1873-ban bírói államvizsgát tett. Nagyvárad városának tiszteletbeli aljegyzőjévé nevezték ki 1873-ban, majd valóságos aljegyző lett, s Lukács György polgármester titkára is egyidejűleg. Ezidőben a Nagyvárad és a Biharmegyei Lapok belső munkatársa is volt. 1875-től (a közjegyzői intézmény megteremtésétől) közjegyzőként működött. 1879-től a Zombori Illetékhivatalhoz került, mint II. osztályú pénzügyi fogalmazó, majd 1880 végétől a Szegedi m. kir. Pénzügyigazgatóság alkalmazottja volt. 1888-ban a Pénzügyminisztériumba került fogalmazói státusba, 1890-re I. osztályú pénzügyi titkár lett, 1892-ben miniszteri titkári címet kapott, 1893-ban pedig valóságos miniszteri titkárrá nevezték ki.  1898-ban érte el az osztálytanácsosi rangot és ügykört, s a pénzügyminisztérium bélyegügyosztályának vezetőjévé vált.
Fő tevékenységei a minisztériumban a regále-kártalanítási munkálatok voltak, majd ezek 1892. évi befejeződése után a nagy állami bevételeket teremtő illetékügyek intézésével megbízott osztály vezetését látta el.  Tagja volt a pénzügyi fogalmazói vizsgáló bizottságnak is.
Minisztériumi teendői mellett Községi Közlönynek 1894 óta munkatársa volt, s a lap pénzügyi rovatát vezette. 1885 és 1895 között a tisztviselők érdekeiről írt cikkeket a Budapesti Hirlapba, a Pesti Naplóba és a Nemzetbe is.

## Közéleti tevékenysége
- Közreműködött az 1880-as évek végén az Összetartás nevű köztisztviselői önsegélyező szövetkezet megalapításában.
- Ugyancsak alapító tagja volt a Budapesti Köztisztviselők Fogyasztási Szövetkezetének.

## Művei

### Vígjátékai
- A szálka. Egyfelvonásos. Budapest, 1901. (Megjelenése előtt előadták 1900. január 12-én a budapesti Vígszínházban; ezen alkalomból a pénzügyminisztérium tisztikara ezüst tintatartóval és arany tollal tisztelte meg.
- A háló. Háromfelvonásos (első előadása a Vígszínházban 1901. szeptember 17-én volt).
- Tour de main. Egyfelvonásos.
- Mozgó közigazgatás. Egyfelvonásos.
- A koalíció.

Műkedvelői előadásokon és Anna-bálon adták elő darabjait. Így pl. Balatonszemesen 1904. július hó 24-én a községi nagyvendéglőben Tour de Main és a Mozgó közigazgatás című egyfelvonásosait.

### Jogi szakmunkái
- Bélyeg- és illetékügyi jogesetek. Szeged, 1887. (2. bőv. Kiadás Szeged, 1889.
- Állami boritaladó és húsfogyasztási adó. Budapest, 1899.
- A közjegyzők és a bélyegtartás. In.: Jogtudományi Közlöny 1875. (10. évf.) 36. sz. 306. old.
- A közjegyzői intézmény köréből. In.: Jogtudományi Közlöny 1875. (10. évf.).
- A készpénzben lerovandó illetékek kezeléséről szóló törvényjavaslathoz. In.: Jogtudományi Közlöny 1881.